# Marco Tronchetti Provera

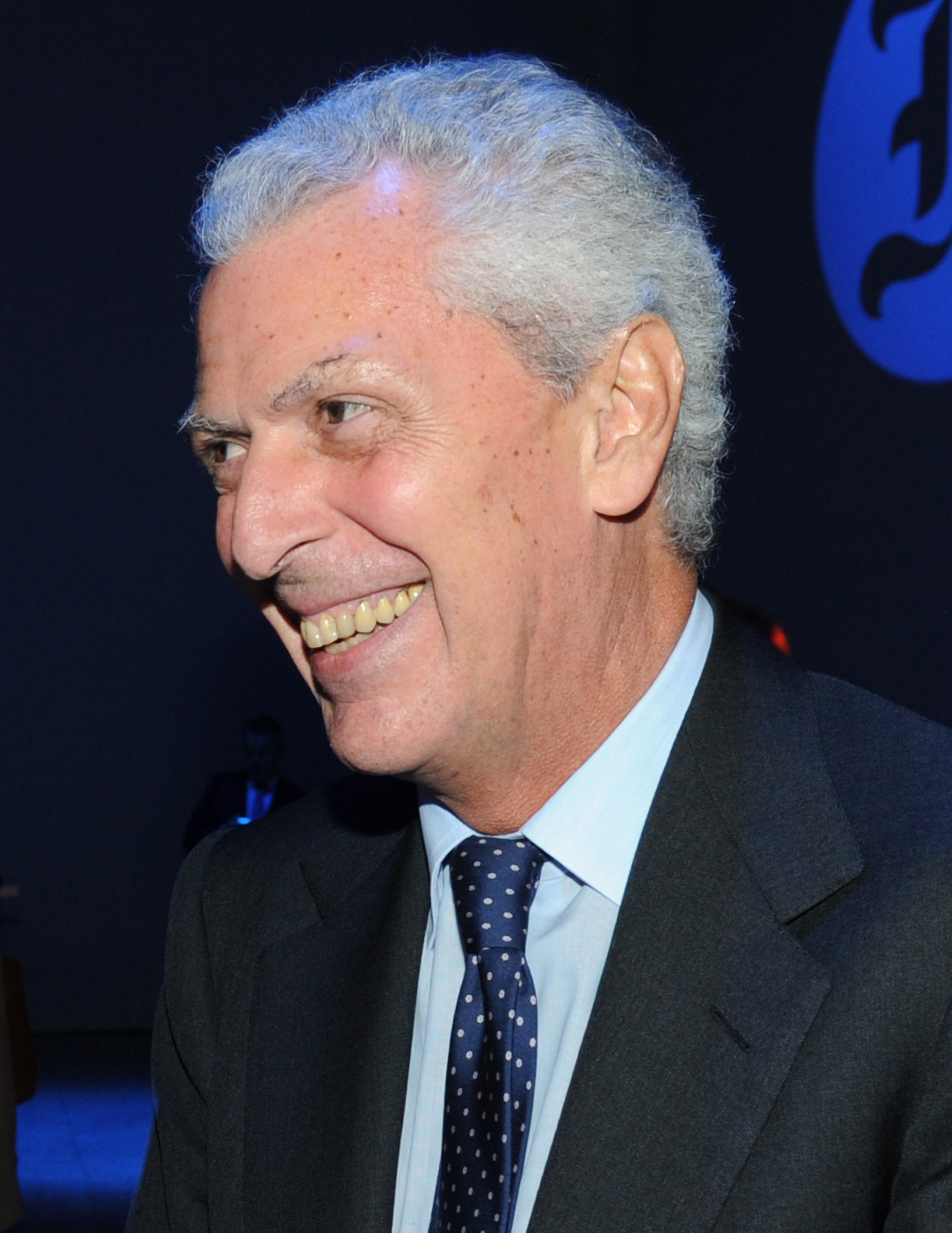
Marco Tronchetti Provera (2012)

Marco Tronchetti Provera (* 18. Januar 1948 in Mailand) ist ein italienischer Geschäftsmann und Unternehmer.
Provera studierte Betriebswirtschaftslehre an der Wirtschaftsuniversität Luigi Bocconi in Mailand. 1978 heiratete er Cecilia Pirelli (die Tochter von Leopoldo Pirelli). 1992 übernahm er die operative Führung von Pirelli und es gelang ihm, den mit über einer Milliarde Mark verschuldeten Konzern als Manager und Finanzier ohne Markt- und Machteinbuße zu sanieren.